# Південно-Західна Ампа
Південно-Західна Ампа — офшорне нафтогазоконденсатне родовище біля північно-західного узбережжя острова Калімантан, що належить султанату Бруней. Розташоване у 25 км на північний захід від Серіа, в районі з глибинами моря 10-40 метрів. Найбільше за запасами газу родовище Брунею.

## Характеристика
Першу свердловину в районі майбутнього родовища (Ampa-1) почали бурити у 1956 році зі стаціонарної бурової платформи. Її спорудження стикалось з численними складнощами та в підсумку не призвело до відкриття вуглеводнів. Лише у 1963 році пересувна морська бурова установка Sidewinder успішно пробурила свердловину-відкривач Southwest Ampa-1. Вуглеводні виявлені в діапазоні глибин від 1000 до 3500 метрів під морським дном. Вони містяться у більш ніж 780 покладах, що сформувались починаючи з пізнього міоцену в умовах розвитку дельти річки Барам. Колектори — пісковики з високою (25 %) пористістю.
Розробка нафтових покладів почалась у 1965 році. На початку 2000-х видобуті нафта і конденсат проходили первинну підготовку на семи виробничих платформах, після чого спрямовувались для подальшої дегідрації та стабілізації на береговий комплекс у Серіа.
Для підготовки та компремування газу, який з 1973-го постачається на завод Бруней ЗПГ, створені комплекси на свердловинах Ampa-9 та Ampa-6. До заводу від родовищ Південно-Західна Ампа та Ферлей веде два газопроводи діаметром 700 мм. На початку 21 століття їх доповнили трубопроводом діаметром 1000 мм та довжиною 33 км, прокладеним від комплексу Ampa-6.
Всього ж в ході розробки на родовищі встановили кілька десятків платформ та пробурили більше 270 свердловин.
Запаси Ампи оцінюються у 128 млн.м3 нафти, 35 млн.м3 конденсату та 345 млрд.м3 газу.